# Lysiteles dentatus
Lysiteles dentatus là một loài nhện trong họ Thomisidae.
Loài này thuộc chi Lysiteles. Lysiteles dentatus được miêu tả năm 2007 bởi Guo Tang et al..